# Yevgeny Aleksandrovich Yevtushenko
Yevgeny Aleksandrovich Yevtushenko (tiếng Nga: Евге́ний Алекса́ндрович Евтуше́нко; 18 tháng 7 năm 1933 – 1 tháng 4 năm 2017) là một nhà thơ Nga. Ông còn nổi tiếng là đạo diễn và diễn viên điện ảnh và là một trong những nhà thơ lớn nhất của Nga trong thế kỉ 20.

## Tiểu sử
Yevgeny Aleksandrovich Yevtushenko có tên khai sinh là Yevgeni Aleksandrovich Gangnus (Евгений Александрович Гангнус) sinh ở thị trấn Zima, tỉnh Irkutsk, vùng Siberia, Nga. Bố là Aleksandr Rudolfovich Gangnus, mẹ là Zinaida Ermolaevna Evtushenko, khi lớn lên Yevtushenko lấy họ mẹ. Ông bắt đầu in thơ từ năm 16 tuổi; năm 1951 – 1954 học ở trường viết văn Maxim Gorky. Ông trở thành hội viên của Hội nhà văn Liên Xô từ năm 1952. Những tác phẩm nổi tiếng nhất của Yevtushenko có thể kể đến các tập thơ: "Con đường của những người nhiệt tâm", 1956; Thủy điện Brat, 1965; Đằng sau tượng Nữ thần tự do, 1970; Thơ tâm tình, 1973; tiểu thuyết: Đừng chết trước cái chết, 1994... Ngoài thơ và văn xuôi, ông còn là đạo diễn của hai bộ phim theo kịch bản của mình: Vườn trẻ, 1984; Lễ mai táng Stalin, 1991. Năm 1979 ông đóng vai Konstantin Eduardovich Tsiolkovsky trong bộ phim Cất cánh của đạo diễn Savva Kulish. Năm 1986 – 1991 ông là thư ký của Hội nhà văn Liên Xô. Năm 1983 ông được bầu làm đại biểu Quốc hội Liên Xô của tỉnh Kharkov. Từ năm 1991 ông ký hợp đồng với Đại học Oklahoma (Mỹ) dạy văn học Nga ở trường này. Ye. A. Yevtushenko thông thạo tiếng Anh, tiếng Pháp, tiếng Ý và tiếng Tây Ban Nha.

## Sự đánh giá

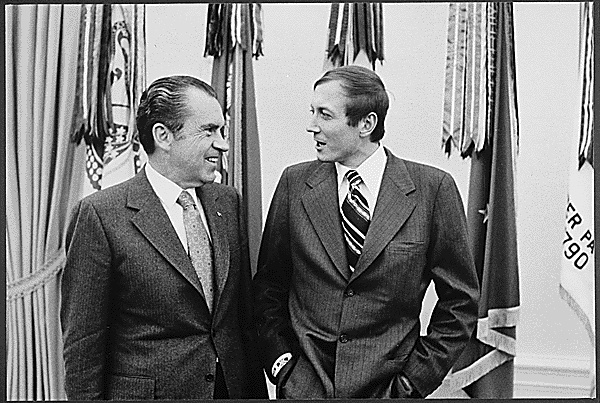
Yevgeny Aleksandrovich Yevtushenko (phải) và Richard Nixon

Nhà văn, nhà phê bình Yevgeny Borisovich Rein viết: "Nước Nga là một xứ sở đặc biệt, quả quyết trong tất cả mọi mặt, thậm chí dưới góc nhìn của gương mặt thơ ca. Đã 200 năm nay thơ ca Nga chỉ có một nhà thơ vĩ đại. Vẫn như vậy trong thế kỷ 18, trong thế kỷ 19 và thế kỷ 20. Chỉ có điều, nhà thơ vĩ đại này với nhiều khuôn mặt. Đấy là một dây xích liền mạch. Xin đưa ra một thứ tự: Derzhavin – Pushkin – Lermontov – Nekrasov – Blok – Mayakovsky – Akhmatova – Yevtushenko. Đấy là nhà thơ vĩ đại duy nhất với nhiều gương mặt khác nhau. Đấy là số phận thơ ca của nước Nga".

## Giải thưởng
Yevtushenko được tặng rất nhiều giải thưởng của Liên Xô và các nước. Đáng kể nhất có thể kể đến: Huân chương Lao động cờ đỏ, 1983; Giải thưởng Sư tử vàng (Ý); Giải thưởng Quốc gia của Gruzia, Latvia, Ukraina...; Giải thưởng Walt Whitman. Năm 1995, tiểu thuyết Đừng chết trước cái chết được Ý công nhận là tiểu thuyết nước ngoài hay nhất. Năm 2002 được tặng giải quốc tế Aquila của Ý. Ông là thành viên danh dự của Viện Hàn lâm Nghệ thuật Hoa Kỳ, Viện Hàn lâm Hoàng gia Tây Ban Nha, Giáo sư danh dự của Đại học mới New York, là công dân danh dự của nhiều thành phố ở Nga và Mỹ. Năm 1994 Bảo tàng Bách khoa Moskva ký với Yevtushenko hợp đồng nhận quyền tổ chức sinh nhật của ông trong vòng 25 năm, đến năm 2019. Hằng năm, cứ đến dịp sinh nhật của mình, ông lại từ Mỹ trở về Nga đọc thơ cho người hâm mộ. Thơ của Yevgeny Yevtushenko được dịch nhiều ra tiếng Việt trong thời gian gần đây.

## Đời tư
Yevgeny Yevtushenko chính thức (có đăng ký kết hôn) cưới vợ 4 lần: 
- Lần thứ nhất cưới nữ nhà thơ Bella Akhmadulina năm 1954.
- Lần thứ hai cưới Galina Sokol – Lukonina năm 1961.
- Lần thứ ba cưới Joan Batler, cô gái người Ireland rất yêu thơ của ông, năm 1978.
- Lần thứ 4 cưới Maria Novikova năm 1987.

Từ 4 người vợ chính thức này ông có 5 đứa con trai.

## Tác phẩm
- Шоссе энтузиастов (Con đường của những người nhiệt tâm, 1956), thơ
- Обещание (Lời hứa, 1957)
- Нежность (Sự dịu dàng, 1962)
- Братская ГЭС (Thủy điện Brat, 1965), thơ
- Идут белые снеги (Tuyết trắng rơi, 1969)
- Под кожей статуи Свободы (Đằng sau tượng Nữ thần tự do, 1970), thơ
- Интимная лирика (Thơ tâm tình, 1973), thơ
- Я прорвусь в двадцать первый век… (Tôi lao vào thế kỷ XXI, 2001)
- Окно выходит в белые деревья (Cửa sổ nhìn ra những cây màu trắng, 2007)
- Не умирай прежде смерти (Đừng chết trước cái chết, 1994), tiểu thuyết
- Ягодные места (Những miền quả mọng, 1981), tiểu thuyết
- Взлет (Cất cánh, 1979), phim
- Детский сад (Vườn trẻ, 1984), phim
- Похороны Сталина (Lễ mai táng Stalin, 1991), phim